# Episodi de Le regole dell'amore (terza stagione)
La terza stagione della serie televisiva Le regole dell'amore, composta da 13 episodi, è stata trasmessa negli Stati Uniti dal canale CBS dal 2 marzo 2009 al 18 maggio 2009.
In Italia è andata in onda sulla pay TV Comedy Central dall'11 gennaio 2010, mentre in chiaro su Canale 5 dal 23 agosto 2012 al 29 agosto 2012.
| nº | Titolo originale        | Titolo italiano              | Prima TV USA   | Prima TV Italia |
| -- | ----------------------- | ---------------------------- | -------------- | --------------- |
| 1  | Russell's Secret        | Il segreto di Russell        | 2 marzo 2009   | 11 gennaio 2010 |
| 2  | Voluntary Commitment    | Volontari per un giorno      | 9 marzo 2009   |                 |
| 3  | Jeff's New Friend       | Il nuovo amico di Jeff       | 16 marzo 2009  |                 |
| 4  | Dad's Visit             | Papà in visita               | 23 marzo 2009  |                 |
| 5  | Lyin' King              | Il re delle bugie            | 30 marzo 2009  |                 |
| 6  | Poaching Timmy          | Tutti vogliono Timmy         | 13 aprile 2009 |                 |
| 7  | Old Timer's Day         | Addio allo sport             | 20 aprile 2009 |                 |
| 8  | Twice                   | In due è meglio              | 27 aprile 2009 |                 |
| 9  | The Challenge           | La sfida                     | 4 maggio 2009  |                 |
| 10 | Family Style            | Questione di stile           | 11 maggio 2009 |                 |
| 11 | May Divorce Be With You | Che il divorzio sia con te   | 13 maggio 2009 |                 |
| 12 | Sex Toy Story           | Storie di giocattoli erotici | 18 maggio 2009 |                 |
| 13 | House Money             | Serata di lusso              | 18 maggio 2009 |                 |